# Татищево (Волоколамский район)
Татищево — деревня в Волоколамском районе Московской области России.
Относится к сельскому поселению Чисменское, до муниципальной реформы 2006 года относилась к Чисменскому сельскому округу. Население — 6 чел. (2010).

## Население
| 1852 | 1859 | 1926 | 2002 | 2006 | 2010 |
| ---- | ---- | ---- | ---- | ---- | ---- |
| 159  | ↗160 | ↗307 | ↘5   | ↗9   | ↘6   |

## Расположение
Деревня Татищево расположена примерно в 16 км к северо-востоку от центра города Волоколамска, на левом берегу реки Большой Сестры (бассейн Иваньковского водохранилища). Ближайшие населённые пункты — деревни Богданово и Любятино.

## Исторические сведения
В «Списке населённых мест» 1862 года Татищево — владельческая деревня 2-го стана Волоколамского уезда Московской губернии по левую сторону почтового Московского тракта (из Волоколамска), в 15 верстах от уездного города, при реке Сестре, с 17 дворами и 160 жителями (81 мужчина, 79 женщин).
По данным на 1890 год входила в состав Аннинской волости Волоколамского уезда, число душ мужского пола составляло 81 человек.
В 1913 году — 47 дворов, церковно-приходская школа, 2 чайных и 1 мелочная лавки.
По материалам Всесоюзной переписи населения 1926 года — центр Татищевского сельсовета Аннинской волости, проживало 307 жителей (136 мужчин, 171 женщина), насчитывалось 67 крестьянских хозяйств, имелась школа.
С 1929 года — населённый пункт в составе Волоколамского района Московской области.